# Niger i olympiska sommarspelen 2008
Niger deltog i de olympiska sommarspelen 2008 som ägde rum i Peking i Kina. Ingen av landets deltagare erövrade några medaljer.

## Friidrott
- Huvudartikel: Friidrott vid olympiska sommarspelen 2008

Förkortningar
- Notera – Placeringar gäller endast den tävlandes eget heat
- Q = Kvalificerade sig till nästa omgång via placering
- q = Kvalificerade sig på tid eller, i fältgrenarna, på placering utan att ha nått kvalgränsen
- NR = Nationellt rekord
- N/A = Omgången inte möjlig i grenen
- Bye = Idrottaren behövde inte delta i omgången

Herrar
Bana och väg
| Idrottare     | Gren       | Heat     | Heat      | Semifinal        | Semifinal        | Final            | Final            |
| Idrottare     | Gren       | Resultat | Placering | Resultat         | Placering        | Resultat         | Placering        |
| ------------- | ---------- | -------- | --------- | ---------------- | ---------------- | ---------------- | ---------------- |
| Harouna Garba | 400 m häck | 55.14    | 7         | Gick inte vidare | Gick inte vidare | Gick inte vidare | Gick inte vidare |

Damer
Bana och väg
| Idrottare                | Gren       | Heat       | Heat      | Semifinal        | Semifinal        | Final            | Final            |
| Idrottare                | Gren       | Resultat   | Placering | Resultat         | Placering        | Resultat         | Placering        |
| ------------------------ | ---------- | ---------- | --------- | ---------------- | ---------------- | ---------------- | ---------------- |
| Rachidatou Seini Maikido | 400 m häck | 1:03.19 NR | 7         | Gick inte vidare | Gick inte vidare | Gick inte vidare | Gick inte vidare |

## Simning
- Huvudartikel: Simning vid olympiska sommarspelen 2008

## Taekwondo
| Idrottare            | Gren            | Åttondelsfinaler     | Kvartsfinaler        | Semifinaer           | Återkval             | Bronsmatch           | Final                | Final            |
| Idrottare            | Gren            | Motståndare Resultat | Motståndare Resultat | Motståndare Resultat | Motståndare Resultat | Motståndare Resultat | Motståndare Resultat | Placering        |
| -------------------- | --------------- | -------------------- | -------------------- | -------------------- | -------------------- | -------------------- | -------------------- | ---------------- |
| Lailatou Amadou Lele | Damernas −57 kg | Nunes (BRA) L DSQ    | Gick inte vidare     | Gick inte vidare     | Gick inte vidare     | Gick inte vidare     | Gick inte vidare     | Gick inte vidare |